# Таміка сокотрійська
Та́міка сокотрійська (Incana incana) — вид горобцеподібних птахів родини тамікових (Cisticolidae). Ендемік Сокотри. Єдиний представник монотипового роду Сокотрійська таміка (Incana).

## Поширення і екологія
Сокотрійські таміки є ендеміками Сокотри. Живуть в сухих чагарникових заростях, віддають перевагу заростям Croton socotranus. Живуть на висоті здебільшого до 800 м над рівнем моря, хоча були зафіксовані і на висоті до 1400 м над рівнем моря.